# بار الحمام
بار الحمام إحدى قرى مركز بسيون التابع لمحافظة الغربية بجمهورية مصر العربية.

## التاريخ
قرية بار الحمام من القرى القديمة، حيث وردت باسم «بار الحمام» في أعمال الغربية ضمن قرى الروك الصلاحي التي أحصاها ابن مماتي في كتاب قوانين الدواوين، كما وردت باسم «بارو الحمام» في أعمال الغربية ضمن قرى الروك الناصري التي أحصاها ابن الجيعان في كتاب «التحفة السنية بأسماء البلاد المصرية».
وردت باسم «بار الحمام» في التربيع العثماني الذي أجراه الوالي العثماني سليمان باشا الخادم في عصر السلطان العثماني سليمان القانوني ضمن قرى ولاية الغربية، وفي تاريخ 1228هـ/1813م الذي عدّ قرى مصر بعد المسح الذي قام به محمد علي باشا باسم «بار الحمام» ضمن قرى مديرية الغربية. أصلها من توابع مركز كفر الزيات ثم نقلت إلى مركز قلين، ثم ضمت في 6 أبريل 1955 إلى مركز بسيون.

## السكان
بلغ عدد سكان بار الحمام 6238 نسمة حسب تقدير عام 2018.
| السنة  | 1882 | 1897 | 1907 | 1927 | 1947 | 1960 | 1976 | 1986 | 1996 | 2006  | 2018 |
| ------ | ---- | ---- | ---- | ---- | ---- | ---- | ---- | ---- | ---- | ----- | ---- |
| القرية | 888  | 1446 | 1473 | 1599 | 1720 | 2208 | 2916 | 2712 | 4371 | 5,073 | 6238 |